# Toplinski otpor
Toplinski otpor (oznaka: R) izražava otpor materijala prolasku topline. Mjerna jedinica je m2K/W. To je suprotna vrijednost koeficijentu prolaska topline (oznaka: U). Kod proračuna fizike zgrade, za svaki sloj konstrukcije zbraja se njegova otpornost prolasku topline, te se dolazi do konačne brojke otpora prolasku topline RT.
Kod sanacija, dodavanjem vanjskog sloja toplinske izolacije povećava se toplinski otpor ili R vrijednost zida. Primjera radi, neizolirani objekt sa zidovima debljine 25 cm može imati R = 0,20-0,30 m2K/W. Postavom dodatne izolacije od samo 5 cm stiropora, dolazi se na vrijednost od 1,40-1,60 m2K/W, dakle poboljšava se toplinska učinkovitost za pet puta, te osjetno padaju troškovi grijanja. Primjenom superiorne izolacije, mogu se postići ogromne uštede na energiji, pa do razina uštede od 80-90% u odnosu na neizolirane objekte. Posebno se tu ističu niskoenergetske i pasivne kuće. Moguće je postići i da kuća uopće ne koristi energiju iz gradske mreže, nego vlastite izvore energije, tada se govori o kućama - elektranama.
Toplinski otpor je dakle suprotna vrijednost koeficijentu prolaska topline U, pa vrijedi:
{\displaystyle {\big .}R={\frac {1}{U}}}
Što je toplinski otpor veći, to je toplinska zaštita zgrade bolja:
Φ = A × (T1 - T2) / R
gdje je: Φ - količina prenesene topline (W), R - toplinski otpor (m2K/W), T1 – viša temperatura s jedne strane strukture (K), T2 - niža temperatura s druge strane strukture (K) i A - površina kroz koju toplina protječe (m2).

## Neke vrijednosti toplinskog otpora
Tipične vrijednosti toplinskog otpora R za uobičajene strukture zgrada:
- jednostruko staklo (4 mm): 0,17 m2K/W;
- dvostruko staklo (4 + 8 + 4): 0,3 m2K/W;
- dvostruko izo staklo (4 + 16 g + f 4): 0,9 m2K/W;
- trostruko izo staklo (4 f + 12 g + 4 + 12 g + f 4): 2,0 m2K/W;
- neizolirani zid od šuplje opeke debljine 19 cm: 0,6 m2K/W;
- izolirani zid od opeke 19 cm s 10 cm kamene vune: 3,1 m2K/W;
- izolirani zid od opeke 19 cm s 10 cm stiropora: 3,2 m2K/W;
- slabo izolirani krov: 1,0 m2K/W;
- dobro izolirani krov: 6,7 m2K/W;
- dobro izolirani pod: 5,0 m2K/W;
- slabo izolirani pod: 1,0 m2K/W;